# Funny Man
Dylan Peter Alvarez (* 11. dubna 1986 Los Angeles), vystupující pod uměleckým jménem Funny Man, je americký hypeman, rapper, podpůrný raprockový zpěvák mexicko-kanadského původu a člen americké rap rockové skupiny Hollywood Undead. Jeho přezdívku mu dal Jake Terrell, bratr jeho nejlepšího kamaráda Jordona, který považoval Alvareze za tak nevtipného, až to bylo zábavné.
Funny Man je členem několika hudebních uskupení, jako jsou Dead Planets, Bastard Wax Krew a Hollywood Undead. Součástí poslední zmíněné skupiny se stal již v roce 2005, kdy poskytoval podpůrné vokály k prvním písním skupiny, kterou založili Aron Erlichman a Jorel Decker, bývalí členové rapového tria 3 Tears, mezi jejichž nejvěrnější fanoušky mezi lety 2001 a 2005 Alvarez patřil. Sám se považoval za groupie této skupiny. V počátcích skupiny Hollywood Undead nosil přes obličej neprůhlednou černou masku, doplněnou brýlemi, pročež nebylo etnikum rappera s nebývale hlubokým hlasem známo široké veřejnosti. Později začal nosit prosté černé masky s jednoduchými znaky sportovních klubů. Patří mezi nejméně aktivní členy skupiny, jelikož jeho texty, působící na odlehčenou notu, patří k těm nejsložitějším, naopak na koncertech nejvíc pracuje s publikem.
Se svou přítelkyní Annou Behrovou má dceru Holiday. Je náruživým uživatelem marihuany.

## Diskografie
- Swan Songs (2008)
- Desperate Measures (2009)
- American Tragedy (2011)
- Notes from the Underground (2013)
- Day of the Dead (2015)
- Five (2017)
- New Empire, Vol. 1 (2020)
- New Empire, Vol. 2 (2020)
- Hotel Kalifornia (2022)